# Ljubka Šorli
Ljubka Šorli (Tolmino, 19 febbraio 1910 – Gorizia, 30 aprile 1993) è stata una poetessa, scrittrice e insegnante slovena.
Le sue opere sono segnate dall'esperienza della guerra e della persecuzione, e cantano i luoghi della Slovenia, la natura e le tradizioni religiose. Pubblicò inizialmente in riviste parrocchiali di lingua slovena, illegali sotto il Ventennio fascista. Figura schiva e riservata, è stata per lungo tempo sconosciuta anche al pubblico sloveno. Una traduzione in italiano di alcune sue poesie, "Canti spezzati", è stata pubblicata nel 1994.

## Biografia
Šorli era nota in Italia soprattutto per essere la vedova di Lojze Bratuž, martire sloveno del fascismo. Suo padre Luka Šorli era un ingegnere, sua madre Alojzija Mlakar una negoziante. Aveva un fratello e due sorelle.
Allo scoppio della prima guerra mondiale, la famiglia si rifugiò dai parenti a Jesenice. Šorli prese la licenza media nel 1923 a Tolmino. Due anni dopo nel 1925 morì suo padre, che si era arruolato nell'esercito. 
Collaborò con organizzazioni culturali e laiche, sostituì l'organista e guidò il coro femminile della chiesa. Fu in questo periodo che incontrò Lojze Bratuž, compositore, organista e maestro di cappella: i due si sposarono nell'autunno del 1933. Insieme generarono una figlia, Lojzka e un figlio, Andrej. Lojze Bratuž non volle mai seguire la politica d'italianizzazione forzata perseguita dal governo fascista e per questo fu incarcerato più volte. La notte di Natale del 1936 fece cantare in sloveno il coro della chiesa; per questo motivo gli squadristi lo catturarono due giorni dopo, il 27 dicembre, e lo costrinsero a bere quattro litri di olio per motori mescolato a benzina. Morì il 16 febbraio 1937.
Šorli sopravvisse alle persecuzioni del commissario Gaetano Collotti. Fu mandata nel campo Poggio Terza Armata (Zdravščine) dove sopravvisse con il pensiero: "Attraverso la sofferenza di un nobile destino, una fede è una chiamata: la libertà!".
L'8 settembre 1943, lei e i suoi figli tornarono a Tolmino. Diventò maestra nella stessa scuola elementare frequentata da bambina. Dal 1948 fino al pensionamento nel 1975 insegnò in altre scuole, a Gorizia e nei paesi circostanti.
Pubblicò articoli su riviste culturali e partecipò a vari eventi e serate letterarie. 
Morì il 30 aprile 1993. Le è dedicato un busto in via Fran Erjavec (Erjavčeva ulica) a Nova Gorica.

## Opere
- Detece sveto, cinque canzoni natalizie per un coro misto di musica d'organo in due parti (1932)
- Venec spominčic možu na grobu (1957)
- Izbrane pesmi (1973)
- Pod obokom čarobnim (1987)
- Rumeni ko zlato so zdaj kostanji, canzoni su Tolmin (1985)
- Križev pot (1994)
- Canti spezzati, presentazione di Celso Macor, trad. di Diomira Fabjan Bajc, Brazzano : Braitan, (1994)
- Via Crucis (2000)
- Tolminske pesmi (2003)

- Jesenski čas (1967)
- Vrabček jeseni (1976)
- November (1955)
- Prvi sneg (1962)
- V zimski dan (1961)
- Zimi v slovo (1969)
- Pomlad prihaja (1968), messo in musica da  Andrej Bratuž
- Zvonček
- Čriček (1976)
- Zajček (1975)
- Kukavici (1978), messo in musica da Ivan Bolčina

- Slovo od počitnic (1959), messo in musica da Ivan Bolčina
- Danes prvič v šolo grem (1951)
- Pozimi iz šole (1953)

- Mladini (1982)
- Pesem primorske mladine (1979), messo in musica da Zorko Harej
- Žalostna pravljica (1975)

- Otroci pesniku Prešernu (1963), messo in musica da  Zorko Harej
- Alojzu Gradniku ob stoletnici rojstva (1982)
- Srečku Kosovelu (1974)

- V pričakovanju Miklavža (1958)
- Božična noč (1976), messo in musica da  Andrej Bratuž
- Velika noč (1964), messo in musica da  Zorko Harej
- Narava časti Marijo (1952)

| Controllo di autorità | VIAF (EN) 11740223 · SBN CFIV028385 · LCCN (EN) n2006079167 · CONOR.SI (SL) 1391715 |